# Erdélyi Lukács
Erdélyi Lukács (1919–1987) magyar drámaíró, író, bíró és ügyvéd.

## Életpályája

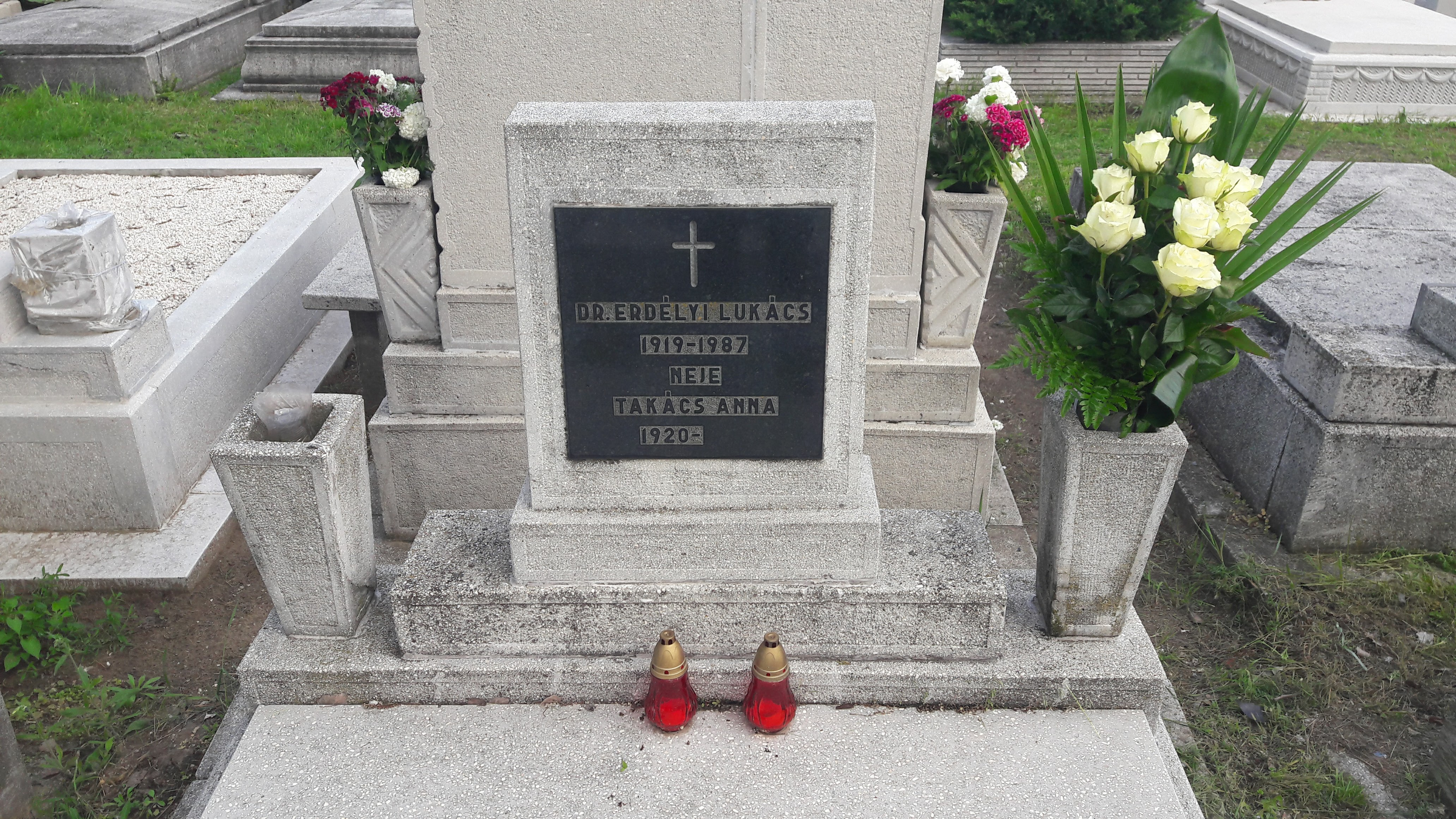
dr. Erdélyi Lukács sírja a kecskeméti köztemetőben

Iskoláit többek között az egri Ciszterci Gimnáziumban végezte, ahol 1938-ban érettségizett. Utána jogi diplomát szerzett.
A Miskolci Nemzeti Színház Kamaraszínháza 1961. november 5-én mutatta be a Családi ház című drámáját Léner Péter rendezésében (főszerepben Molnár Tibor). Ezt követte 1961. november 18-án a Későn című dráma ősbemutatója Petrik József rendezésében, ebben Gyenge Árpád és Avar István is játszott. 
A bírói és később ügyvédi pályája mellett a hetvenes években számos novellát közölt a Hevesi Szemlében.